# Karl Bernhard Löfström
Karl Bernhard Löfström, född 13 augusti 1899 i Ströms församling, Jämtlands län, död 21 januari 1973 i Hedvig Eleonora församling, Stockholm, var en svensk folkmusiker.

## Biografi
Löfström föddes 1899 i Ströms församling, Jämtlands län. Han var son till Nestor Löfström. Hans far spelade fiol och Löfström lärde sig många Lapp-Nils låtar av honom. Löfström flyttades 1925 till Åtvidaberg och började där att arbeta på en industri.

## Upptecknade låtar
- Vals i A-dur efter Nestor Löfström. Varianter av valens har upptecknats i norra Skåne.[2]
- Polska i A-dur. Löfström lärde sig den av Evald Larsson i Högsjö, Västra Vingåker.

## Kompositioner
- Vals i A-dur. Komponerad 1918 på en fäbodvall i Jämtland.[2]